# 638624 Xueqikun
638624 Xueqikun este o planetă minoră (asteroid) din Outer Main Belt⁠(d). A fost descoperită pe 11 septembrie 2007 la Xuyi County⁠(d) de . 
Obiectul prezintă o orbită caracterizată de o semiaxă mare de 3,2365867866298 UAi, o excentricitate de 0,14102862982055, o înclinație de 6,3284709600414 ° în raport cu ecliptica.